# Zorothis dissimilis
Zorothis dissimilis là một loài bướm đêm trong họ Noctuidae.